# Новомихайловка (Херсонская область)
Новомихайловка (укр. Новомихайлівка) — село в Новотроицкой поселковой общине Генического района Херсонской области Украины.
Население по переписи 2001 года составляло 894 человека. Почтовый индекс — 75361. Телефонный код — 5548. Код КОАТУУ — 6524482001.